# Peter Driver
Peter Brian Driver (* 26. Juni 1932; † 12. November 1971) war ein britischer Langstreckenläufer.
1954 siegte er für England startend bei den British Empire and Commonwealth Games in Vancouver über sechs englische Meilen und wurde Fünfter über drei Meilen. Bei den Leichtathletik-Europameisterschaften in Bern wurde er mit seiner persönlichen Bestzeit von 30:03,6 min Sechster über 10.000 m.
Ebenfalls 1954 wurde er mit seiner persönlichen Bestzeit von 28:34,8 min Englischer Meister über sechs Meilen.